# Pic Sunset
Le pic Sunset (en anglais : Sunset Peak), ou Tai Tung Shan (en chinois : 大東山) est le troisième plus haut sommet de Hong Kong, situé sur l'île de Lantau, dans le parc rural du Sud-Lantau et le parc rural du Nord-Lantau, et culminant à une altitude de 869 mètres,. Le deuxième plus haut sommet de l'île, le pic de Lantau, se situe dans la partie occidentale de l'île.

## Accès
Le pic Sunset est uniquement accessible à pied. Il peut être atteint par détour sur la section no 2 du sentier de Lantau (Lantau Trail) long de 70 km. La section no 2 est longue de 6,5 kilomètres et va de Nam Shan, un terrain de camping très proche de Mui Wo au sud de la route de Lantau (altitude d'environ 120 m) jusqu'à Pak Kung Au, qui est un autre terrain de camping sur la route de Tung Chung (altitude d'environ 340 m). Les deux campings sont desservies par plusieurs lignes de bus allant vers Mui Wo, Tung Chung, et vers d'autres destinations sur l'île de Lantau.